# 월인석보 권21
월인석보 권21(月印釋譜 卷二十一)은 서울특별시 용산구 한남동 삼성미술관 리움에 있는 조선시대의 목판본 책이다. 1983년 5월 7일 대한민국의 보물 제745-6호로 지정되었다.

## 개요
『월인석보』는『월인천강지곡』과『석보상절』을 합하여 세조 5년(1459)에 편찬한 불교대장경이다. 석보는 석가모니불의 년보 즉 그의 일대기라는 뜻이다. 조선 세종 28년(1446) 소헌왕후 심씨가 죽자 세종은 그의 명복을 빌기 위해 아들인 수양대군(후의 세조)에게 명하여 불교서적을 참고하여 한글로 번역하여 편찬한 것이 곧『석보상절』이다. 세종 29년(1447) 세종은『석보상절』을 읽고 각각 2구절에 따라 찬가를 지었는데 이것이 곧『월인천강지곡』이다.『월인석보』는 완질이 현재 전하지 않으므로 전권의 수량은 확인할 수 없다.
월인석보 권21(月印釋譜 卷 二十一)은 세조 때 처음으로 간행된 본을 바탕으로 명종 17년(1562) 전라도 순창 무량굴에서 복각한 1권 2책의 중간본이다. 이 책은 최초에 간행된 본은 아니라도 복간이므로 원형에 가깝다.내용은『월인천강지곡』 제413장에서 제445장까지 해당한다. 책머리에는 도솔래의상과 쌍림열반상의 변상도가 있다.
21번째 권으로는 현존하는 유일한 책으로 알려져 있었으나, 2013년 광흥사에서 더 오래된 초간본이 발견되었다.

## 같이 보기
- 월인석보